# 電動飛機

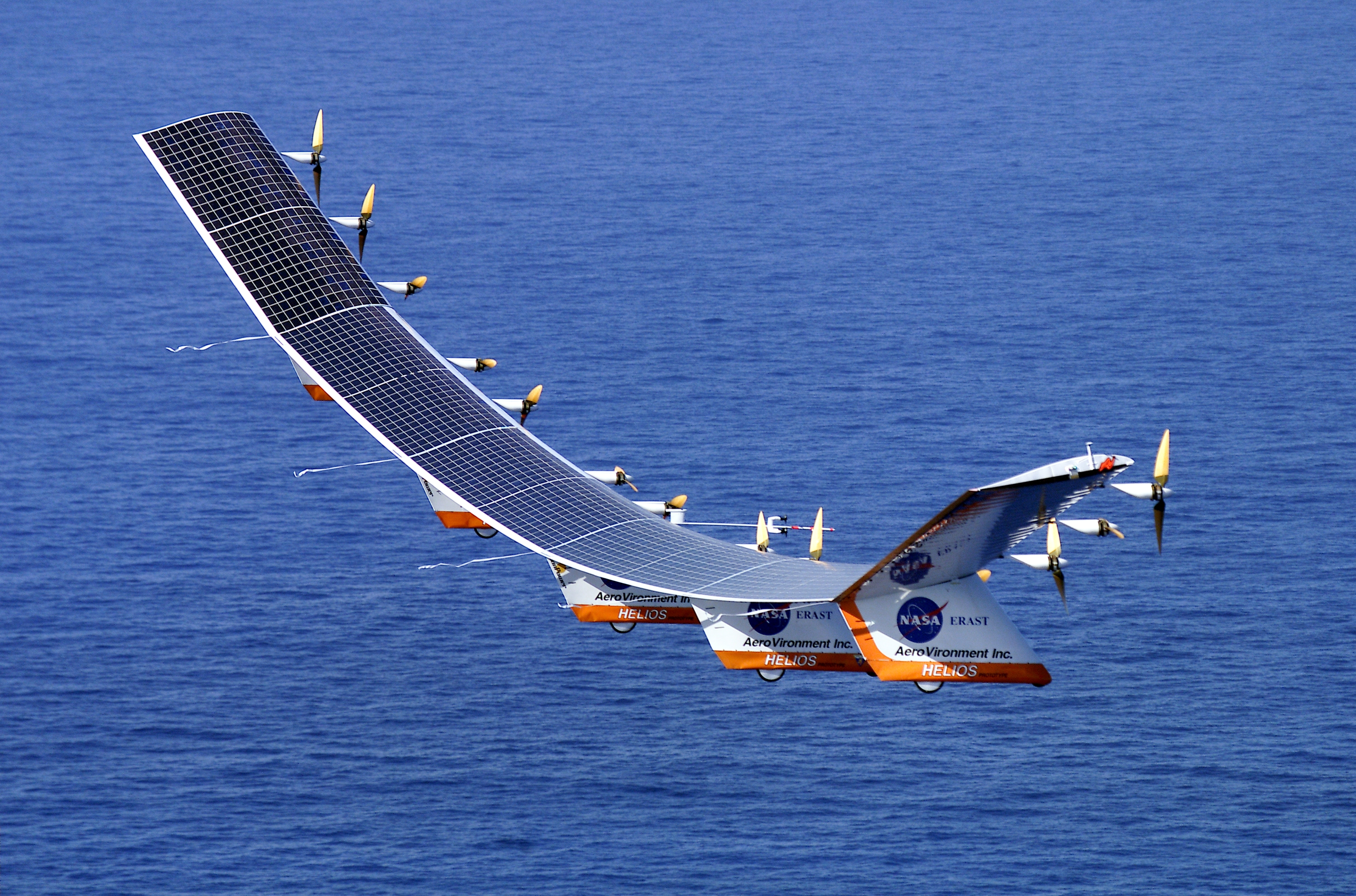
Helios電力驅動無人航空載具。

電動飛機是指以電力驅動的航空器，主要依靠電池、燃料電池、太陽能電池或超級電容等技術儲存能量，並透過電動機驅動螺旋槳或渦輪提供動力。相較傳統燃油飛機，電動飛機具有零排放、低噪音等優勢，被視為減少航空業環境影響的潛在解決方案之一。
儘管電動飛機具環保優勢，但現階段仍面臨能量密度不足的問題。根據《自然·能源》（*Nature Energy*）2018年研究，鋰電池能量密度僅為航空燃油的2-3%，限制其商業化發展。目前學界與業界正探索混合動力、氫燃料電池等過渡方案，以提升續航能力。  
此外，電動垂直起降機（eVTOL）及都市空中交通（Urban Air Mobility）概念的興起，推動波音、空中巴士等企業投入研發，目標是實現短程低碳運輸。 

## 發展歷程
電動航空技術的探索可追溯至19世紀，早期應用包括電動飛船及1917年的繫留式直升機。1957年起，電動模型飛機逐漸普及，成為現代無人機（UAV）的前身。1973年，首架載人電動飛機「MB-E1」完成自由飛行，但直至21世紀初，相關技術才進入實用化階段。  
2006年，德國蘭格航空（Lange Aviation）研發的「Antares E1」成為全球首款獲得欧盟航空安全局（EASA）認證的電動滑翔機，其專利機翼整合電池系統至2022年已累積超過16.5萬飛行小時，為目前電動航空領域的領先紀錄。2015至2016年間，太陽能飛機「太陽動力2號」（Solar Impulse 2）成功完成環球飛行，展現可再生能源在航空應用的可行性。  

## 應用
目前電動飛機主要分為兩大類：  
1. **小型載人飛機**：如斯洛文尼亞Pipistrel公司的「Alpha Electro」教練機，已獲美國FAA認證，用於飛行訓練。  
2. **無人機（UAS）**：廣泛應用於物流配送（如包裹運輸）、航拍、監測及通訊中繼等長航時任務。   

## 發展史
- 西元1883年，Gaston Tissandier最先使用了電動機來推進飛船。
- 西元1957年，電動機被用來驅動模型固定翼飛機。

## 實驗計畫

### 1970年代與1980年代
- 日昇
- 太陽升者
- 薄紗企鵝與太陽挑戰者
- 陽空1
- NASA的先鋒號與赫利奧斯太陽神

### 1990年代
- 向陽
- icare 2
- 滑翔

### 2000年代
- 安塔里斯 20E
- 太陽衝擊
- APAME 伊萊翠
- 第一AA電池動力飛機
- 波音-FCD 計畫
- QinetiQ微風
- 天電花
- 綠先鋒 I
- 善知鳥

## 已生產飛機

### 1990年代
- Alisport Silent Club

### 2000年代
- Electraflyer
- Sonex Aircraft
- Yuneec International E430
- Flightstar e-Spyder
- Lange Antares 20E